# 피츠버그 리버하운즈
피츠버그 리버하운즈(Pittsburgh Riverhounds)는 미국 펜실베이니아주 피츠버그를 연고로 하는 축구팀으로 현재 USL 챔피언십 소속이며 팀의 마스코트인 AMO는 앨러게니강, 머낭거일러강, 오하이오강에서 유래된 이름이다.

## 역대 홈경기장
| 경기장                           | 사용기간      | 장소                     | 팀명                | 비고 |
| -------------------------------- | ------------- | ------------------------ | ------------------- | ---- |
| 베설파크 하이 스쿨 스타디움      | 1999년~2003년 | 펜실베이니아주 베설파크  | 피츠버그 리버하운즈 | 빈칸 |
| 문 아레나 하이 스쿨 스타디움     | 2004년        | 펜실베이니아주 문 타운십 | 피츠버그 리버하운즈 | 빈칸 |
| 팔코니 필드                      | 2005년~2006년 | 펜실베이니아주 위싱턴    | 피츠버그 리버하운즈 | 빈칸 |
| 샤르티에 빌리 하이 스쿨 스타디움 | 2008년~2012년 | 펜실베이니아주 브리지빌  | 피츠버그 리버하운즈 | 빈칸 |
| 하이마크 스타디움                | 2013년~현재   | 펜실베이니아주 피츠버그  | 피츠버그 리버하운즈 | 빈칸 |

## 선수 명단

### 현역
- 로비 메르츠(2019 ~ 2020, 2022 ~ )
- 케나르도 포브스(2018 ~ )

## 메이저 리그 사커제휴팀
- 콜럼버스 크루 SC (콜럼버스, 오하이오)